# KBR Tower
KBR Tower – wieżowiec znajdujący się w centrum Houston w Stanach Zjednoczonych. Ma 168 metrów wysokości i 40 pięter. Daje mu to 22. miejsce wśród najwyższych budynków w Houston, lecz nie daje żadnego miejsca wśród stu najwyższych w kraju. Został on zaprojektowany przez Neuhaus & Taylor. Wykorzystywany jest jako biurowiec. Sama stalowa konstrukcja tego budynku waży ponad 11 000 ton.